# آندری هووروف
آندری هووروف (به انگلیسی: Andriy Hovorov) (زادهٔ ۱۰ آوریل ۱۹۹۲) شناگر اهل اوکراین است.